# Daniel Igali
Barladei Daniel Igali (* 3. Februar 1974 in Eniwari, Bayelsa, Nigeria) ist ein ehemaliger nigerianischer bzw. kanadischer Ringer. Olympiasieger 2000 und Weltmeister 1999 im freien Stil im Leichtgewicht.

## Werdegang
Daniel Igali wurde als Igali Baraladei als Angehöriger des im Nigerdelta lebenden nigerianischen Volkes der Ijaw als eines von 21 Kindern geboren. Bereits als Kind begann er dort mit dem Ringen nach der traditionellen Weise des Ijaw-Volkes, das eine Ähnlichkeit mit dem griechisch-römischen Stil besitzt. Dabei wird auf einer Wiese gerungen und das Ringen von einer Trommel untermalt.
Mit 16 Jahren wandte er sich dem olympischen Ringen zu und wurde noch im selben Jahr nigerianischer Meister im Bantamgewicht im griech.-röm. Stil. 1991 vertrat er sein Land bei den All African Games in Kairo. Er rang dort wieder im griech.-röm. Stil im Federgewicht und belegte hinter dem Ägypter Ahmed Kamel Muhamed den 2. Platz. 1993 rang er bei den afrikanischen Meisterschaften in Pretoria. Er kam dabei im griech.-römischen Stil im Federgewicht wieder hinter Ahmed Kamel Muhamed auf den 2. Platz und wurde in der gleichen Gewichtsklasse afrikanischer Meister im freien Stil mit einem Sieg im Endkampf über Tjonke van Rensburg aus Südafrika.
1994 wurde er in Kairo erneut afrikanischer Meister im Federgewicht im freien Stil. Er siegte dort vor Mumgoma Sien von der Elfenbeinküste u. Abdel Ashraf aus Ägypten. 1994 vertrat Igali Baraladei sein Land Nigeria auch bei den Commonwealth Games in Victoria, Kanada. Er startete im Federgewicht im freien Stil, konnte dort aber nur den 9. Platz belegen. Nach diesen Spielen entschloss er sich in Kanada zu bleiben. Nach schwierigen Anfangsjahren wurde er von einer kanadischen Familie adoptiert und nahm den Namen Daniel Igali an. Er begann ein Studium an der Simon-Fraser-Universität in Burnaby und wurde Mitglied des Mountain Wrestling Club Burnaby. 1997 wurde er kanadischer Meister im freien Stil, auf den er sich nunmehr konzentrierte, im Leichtgewicht und in die kanadische Nationalmannschaft aufgenommen. Die kanadische Staatsbürgerschaft erhielt er 1998.
Von David McKay trainiert war er 1998 so weit, dass er bei der Weltmeisterschaft in Teheran für Kanada im Leichtgewicht an den Start gehen konnte. In Teheran besiegte er Almasbek Askarow aus Kirgisistan und Mariusz Dabrowski aus Polen, unterlag dann gegen Sasa Sasirow aus der Ukraine, besiegte aber den Europameister Emzarios Bentinidis aus Griechenland. Er stand damit im Kampf um die Bronzemedaille, den er allerdings gegen Lincoln McIlravy aus den Vereinigten Staaten verlor.
1999 startete er beim Welt-Cup in Spokane und belegte dort nach Siegen über Ali Akbarnejad aus dem Iran, Yosvany Sánchez Larrudet aus Kuba und Jens Gündling aus Deutschland und einer Niederlage gegen Lincoln McIlravy den 2. Platz. Bei den Pan Amerikanischen Spielen dieses Jahres in Winnipeg kam er hinter Lincoln McIlravy und Yosvany Sánchez Larrudet auf den 3. Platz. Bei der Weltmeisterschaft 1999 in Ankara überraschte er dann im Leichtgewicht die gesamte Konkurrenz und besiegte im Leichtgewicht Jens Gündling, Mario Hartmann aus Österreich, Ahmat Al-Osta aus Syrien, Emzarios Bentinidis und im Finale erstmals auch Lincoln McIlravy und wurde damit Weltmeister im Leichtgewicht.
Ganz konzentriert ging Daniel Igali dann im Jahre 2000 die Olympischen Spiele in Sydney an. Er startete wieder im Leichtgewicht und holte sich mit Siegen über Emzarios Bentinidis, Amir Tavakolian aus dem Iran, Yosvany Sánchez Larrudet, Lincoln McIlravy und Arsen Gitinow aus Russland, über den er im Endkampf mit 7:4 techn. Punkten siegte, auch die olympische Goldmedaille. Er war damit der erste in Schwarz-Afrika geborene Ringer, der Olympiasieger und Weltmeister wurde. Vor ihm hatten dies aus Afrika nur ägyptische Ringer geschafft.
Daniel Igali setzte nach Sydney seine Karriere noch bis zu den Olympischen Spielen 2004 in Athen fort. Bei der Weltmeisterschaft 2001 in Sofia besiegte er im Leichtgewicht u. a. Irbek Walentinowitsch Farnijew aus Russland, verlor aber in seinem dritten Kampf gegen Yosvany Sánchez Larrudet, womit er ausschied und nur den 9. Platz belegte. Im Jahre 2002 startete er wieder bei den Commonwealth Games, die in Manchester stattfanden und siegte im Weltergewicht vor Sunday Opiah aus seinem ehemaligen Mutterland Nigeria und Reinold Ozolins aus Australien. Bei der Weltmeisterschaft 2002 in Teheran scheiterte er im Weltergewicht nach zwei gewonnenen Kämpfen wieder in seinem dritten Kampf an Wolodimir Sirotin aus der Ukraine, gegen den er knapp mit 3:4 techn. Punkten unterlag. Er kam damit auf den 5. Platz.
Bei der Weltmeisterschaft 2003 in New York zeigte sich das gleiche Bild. Daniel Igali gewann seine beiden ersten Kämpfe, um dann wieder im dritten Kampf gegen Gennadi Lalijew aus Kasachstan zu verlieren. Diesmal reichten diese Ergebnisse nur zum 11. Platz.
Im Jahre 2004 erkämpfte er Daniel Igali mit einem 4. Platz beim Qualifikations-Turnier in Bratislava die Teilnahmeberechtigung bei den Olympischen Spielen in Athen. Auch in Athen siegte er in seinen beiden ersten Kämpfen über Jussuf Abdussalomow aus Tadschikistan und Elnur Aslanow aus Aserbaidschan, gegen Iván Fundora aus Kuba verlor er aber und erreichte damit den 6. Platz.
Nach diesen Spielen beendete Daniel Igali seine Ringerlaufbahn und schloss sein Studium der Kriminalistik an der Simon-Fraser-Universität ab. In den Jahren in Kanada hat er seine nigerianische Herkunft nie vergessen oder verleugnet. Er gründete eine Gesellschaft zur Unterstützung der notleidenden Bevölkerung in Nigeria, die „Igali Foundation Inc.“, deren ehrenamtlicher Präsident er ist. Mit Spendengeldern erbaut diese Gesellschaft vor allem Schulen in Nigeria.
Für seine Verdienste um den Ringersport wurde er im August 2012 in die FILA International Wrestling Hall of Fame aufgenommen.

## Internationale Erfolge
| Jahr | Platz | Wettbewerb                                      | Stil | Gewichtsklasse | |
| 1991 | 2.    | All-African-Games in Kairo                      | GR   | Feder          | hinter Ahmed Kamel Mohamed, Ägypten, vor Devrangi El-Kader, Algerien |
| 1993 | 3.    | Afrikanische Meisterschaft in Pretoria          | GR   | Feder          | hinter Ahmed Kamel Mohamed u. Faouzi Kharrazi, Tunesien |
| 1993 | 1.    | Afrikanische Meisterschaft in Pretoria          | F    | Feder          | vor Tjonke van Rensburg, Südafrika u. Faouzi Kharrazi |
| 1994 | 1.    | Afrikanische Meisterschaft in Kairo             | F    | Feder          | vor Mumgoma Sien, Elfenbeinküste u. Abdel Ashraf, Ägypten |
| 1994 | 9.    | Commonwealth Games in Victoria, Kanada          | F    | Feder          | Sieger: Marty Calder, Kanada vor John Melling, England u. Haris Barsegiani, Zypern |
| 1997 | 1.    | Casino-Grand-Prix in Wals-Siezenheim/Österreich | F    | Leicht         | voir Tibor Copik, Slowakei u. Zoltan Hunyadi, Ungarn |
| 1998 | 11.   | Großer Preis von Deutschland in Leipzig         | F    | Leicht         | mit einem Sieg über Andreas Zabel, Deutschland u. einer Niederlage gegen Christoph Freyer, Schweiz |
| 1998 | 4.    | WM in Teheran                                   | F    | Leicht         | mit Siegen über Almasbek Askarow, Kirgisistan u. Mariusz Dabrowski, Polen, einer Niederlage gegen Sasa Sasirow, Ukraine, einem Sieg über Emzarios Bentinidis, Griechenland u. einer Niederlage gegen Lincoln McIlravy, USA |
| 1999 | 1.    | Grosser Preis von Deutschland in Leipzig        | F    | Leicht         | vor Ivan Todorow, Bulgarien, Ivan Diaconu, Moldawien u. Jens Gündling, Deutschland |
| 1999 | 2.    | Welt-Cup in Spokane                             | F    | Leicht         | mit Siegen über Ali Akbarnejad, Iran, Yosvany Sánchez Larrudet, Kuba, einer Niederlage gegen Lincoln McIlravy u. einem Sieg über Jens Gündling                                                                             |
| 1999 | 3.    | Pan Amerikanische Spiele in Winnipeg            | F    | Leicht         | hinter Lincoln McIlravy u. Yosvany Sánchez Larrudet |
| 1999 | 1.    | WM in Ankara                                    | F    | Leicht         | mit Siegen über Jens Gündling, Mario Hartmann, Österreich, Ahmat Al-Osta, Syrien, Almasbek Askarow, Emzarios Bentinidis u. Lincoln McIlravy                                                                                |
| 2000 | Gold  | OS in Sydney                                    | F    | Leicht         | mit Siegen über Emzarios Bentinidis, Amir Tavakolian, Iran, Yosvany Sánchez Larrudet, Lincoln McIlravy u. Arsen Gitinow, Russland                                                                                          |
| 2001 | 9.    | WM in Sofia                                     | F    | Leicht         | mit Siegen über Talaut Jekschenow, Kirgisistan u. Irbek Walentinowitsch Farnijew, Russland u. einer Niederlage gegen Yosvany Sánchez Larrudet                                                                              |
| 2002 | 1.    | Manitoba-Open in Winnipeg                       | F    | Welter         | vor Paul Harrison u. David Kooperberg, bde. Kanada |
| 2002 | 4.    | „David-Schultz“-Memorial in Colorado Springs    | F    | Welter         | hinter Donny Pritzlaff, Ramico Blackmon u. Casey Cunningham, alle USA |
| 2002 | 2.    | Grosser Preis von Deutschland in Leipzig        | F    | Welter         | hinter Alexander Leipold, vor Dominik Zeh, bde. Deutschland |
| 2002 | 1.    | Commonwealth-Games in Manchester                | F    | Welter         | vor Sunday Opiah, Nigeria u. Reinold Ozolins, Australien |
| 2002 | 5.    | WM in Teheran                                   | F    | Welter         | mit Siegen über Batuya Batchuluun, Mongolei u. Felix Polianidis, Griechenland u. einer Niederlage gegen Wolodimir Sirotin, Ukraine                                                                                         |
| 2003 | 1.    | Canada-Cup in Guelph (Ontario)                  | F    | Welter         | vor Suji Maan, Indien, Andy Hrovat, USA u. Zoltan Hunyadi, Kanada |
| 2003 | 11.   | WM in New York                                  | F    | Welter         | mit Siegen über Si Riguleng, China u. Esteban Vera Delgado, Puerto Rico u. einer Niederlage gegen Gennadi Lalijew, Kasachstan                                                                                              |
| 2004 | 2.    | Canada-Cup in Guelph (Ontario)                  | F    | Welter         | hinter Iván Fundora, Kuba, vor Hati Habibi, Iran |
| 2004 | 4.    | Olympia-Qualif.-Turnier in Bratislava           | F    | Welter         | hinter Joe E. Williams, USA, Iván Fundora, Kuba u. Araik Geworgjan, Armenien |
| 2004 | 6.    | OS in Athen                                     | F    | Welter         | mit Siegen über Jussuf Abdussalomow, Tadschikistan u. Elnur Aslanow, Aserbaidschan u. einer Niederlage gegen Iván Fundora                                                                                                  |

Anm.: OS = Olympische Spiele, WM = Weltmeisterschaft, GR = griechisch-römischer Stil, F = Freistil, Federgewicht, bis 62 kg, Leichtgewicht, bis 1996 bis 68 kg, von 1997 bis 2001 bis 69 kg, Weltergewicht, ab 2002 bis 74 kg Körpergewicht